# يوجين باومان
يوجين باومان (بالألمانية: Eugen Baumann)‏ هو مخترِع وكيميائي ألماني، ولد في 12 ديسمبر 1846 في Bad Cannstatt ‏ في ألمانيا، وتوفي في 3 نوفمبر 1896 في فرايبورغ في ألمانيا بسبب مرض قلبي وعائي.